# Linear Technology

Logotipo da Linear Technology

Linear Technology Corporation (NASDAQ: LLTC) é uma empresa de biotecnologia estadunidense, sediada em Milpitas.
A empresa foi fundada em 1981 por Robert H. Swanson, Jr. e Robert C. Dobkin.
Em julho de 2016, a Analog Devices concordou em comprar a Linear Technology por 14,8 bilhões de dólares. O nome Linear sobrevive como a marca "Power by Linear" que é usada para comercializar os portfólios combinados de gerenciamento de energia da Linear Technology e Analog Devices.

## Produtos
Em agosto de 2010, a empresa fabricou mais de 7.500 produtos, que foram organizados em sete categorias de produtos: conversão de dados (conversores analógico para digital, conversores digital para analógico),condicionamento de sinal (amplificadores operacionais, comparadores, referências de tensão), gerenciamento de energia (reguladores de comutação, reguladores lineares, gerenciamento de bateria, drivers de LED), interface (RS232, RS485), radiofrequência (misturadores, moduladores de quadratura), osciladores, e ICs espaciais e militares.
A empresa manteve LTspice, uma versão para download gratuito do SPICE que inclui captura esquemática.